# Aramón Cerler
Koordinaten: 42° 35′ 15″ N, 0° 32′ 26″ O

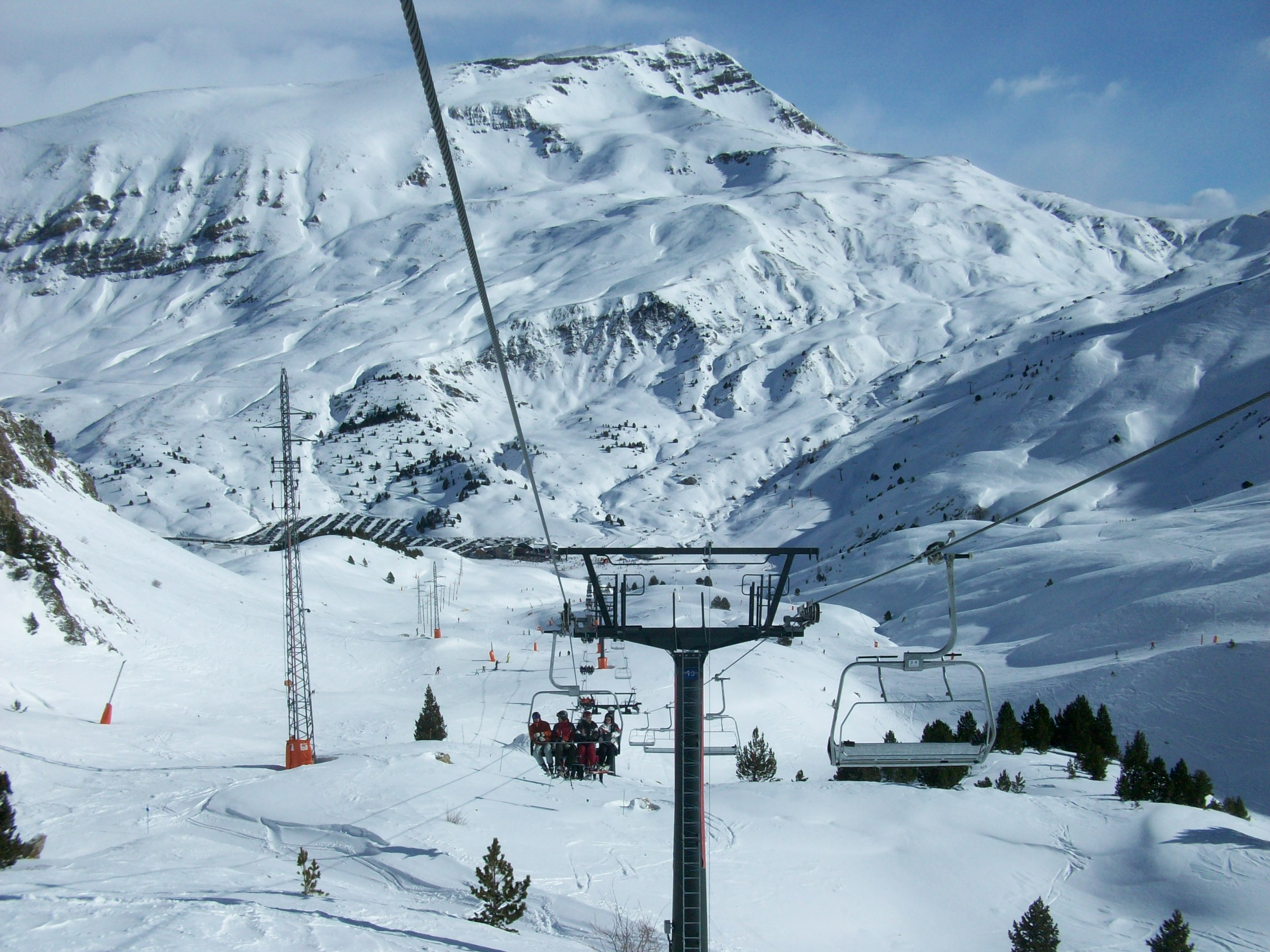
Wintersportgebiet Aramón Cerler

Aramón Cerler (kurz: Aramón) ist die Bezeichnung eines Wintersportgebiets in den spanischen Zentralpyrenäen. Aramón ist mit einer Pistenfläche von 35 km² und 246 km Pisten aller Schwierigkeitsgrade (Stand: 2019) das drittgrößte Skigebiet der spanischen Pyrenäen.

## Lage
Die Talstation Aramón liegt im Ortsteil Cerler (aragonesisch: Sarllé) und gehört zur Stadtgemeinde Benasque im Bezirk Ribagorza der Provinz Huesca der Autonomen Gemeinschaft Aragonien. Auf 1.560 m über dem Meeresspiegel im Benasque-Tal gelegen ist Cerler das höchstgelegene Dorf der aragonesischen Pyrenäen mit rund 250 Einwohnern. Die Ortschaft befindet sich in unmittelbarer Nähe zum Aneto, dem mit 3.404 m höchsten Berg der Pyrenäen. Zahlreiche weitere Gipfel mit über 3.000 Meter Höhe befinden sich in der Umgebung.

## Wintersport
Das Wintersportgebiet liegt zwischen einer Höhe von 1500 und 2728 Metern und umfasst mit dem Gallinero (2728 m), Collado Basibé (2395 m), Cogulla (2387 m), Rincón del Cielo (2322 m) und der Pico Cerler (2407 m) fünf Bergstationen.
- 60 km Pisten
- 72 Pisten: 10 grüne (Anfänger), 19 blaue (leicht), 28 rote (mittel) und 15 schwarze (schwer)
- 9 Lifte/Bahnen

## Radsport
Bislang fanden bereits zehn Bergankünfte der Vuelta a España im Wintersportgebiet Aramón Cerler statt. Als Zielort diente dabei meist die Alto de Ampriu, die auf einer Höhe von rund 1900 Metern liegt. Ausgangspunkt des Anstiegs ist die Kreuzung aus A-139 und A-2617 nahe Benasque. Die 12,2 Kilometer lange Auffahrt weist dabei eine durchschnittliche Steigung von 6 % auf. Der Anstieg lässt sich in drei Abschnitte unterteilen, die durch zwei 1000 Meter lange Flachstücke bei der Ortschaft Cerler und dem Mirador de Cerler getrennt werden. Dazwischen werden Kilometerschnitte von teils 10 % erreicht. Bis ins Jahr 2025 galt die Auffahrt als Bergwertung der Categoria especial.
Die erste Bergankunft der Spanien-Rundfahrt fand im Jahr 1987 im Rahmen der 7. Etappe statt. Der Spanier Laudelino Cubino gewann die Etappe, während der Deutsche Reimund Dietzen die Gesamtführung von dem Iren Sean Kelly übernahm. Ein Jahr später wurde Laudelino Cubino als Gesamtführender im Schlussanstieg distanziert, wobei er das Führungstrikot beim Sieg des Kolumbianers Fabio Enrique Parra behielt. Im Jahr 1989 trug sich der Spanier Pedro Delgado in die Siegerliste ein, ehe er wenige Tage später die Gesamtführung übernahm und seine zweite Spanien-Rundfahrt gewann. Bei der Vuelta a España 1990 fand die Bergankunft von Aramón Cerler erstmals auf der 18. Etappe und somit in der letzten Woche der Grand Tour statt. Während sich der Kolumbianer José Martín Farfán vor seinem Landsmann und Teamkollegen Fabio Enrique Parra den Etappensieg sicherte, kam es dahinter zum Duell zwischen Pedro Delgardo und dem gesamtführenden Marco Giovannetti, der auf der 6. Etappe als Ausreißer rund vier Minuten auf die Favoriten herausgefahren hatte. Der Italiener ließ sich jedoch auch im Anstieg zur Alto de Ampriu nicht distanzieren und fuhr wenige Tage später als Gesamtsieger in Madrid einfuhr. Im Jahr 1991 gewann der Russe Iwan Iwanow die Bergankunft, ehe ihm Tony Rominger mit Siegen in den Jahren 1993 und 1994 folgte. Der Schweizer setzte sich zudem in beiden Austragungen auch in der Gesamtwertung durch. Im Jahr 1996 war es sein Landsmann Alex Zülle, der die Gesamtführung bei der letzten Bergankunft verteidigte, während Oliverio Rincón für einen weiteren kolumbianischen Tagessieg sorgte.
Im Jahr 1998 fand die Zielankunft erstmals nicht auf der Alto de Ampriu sondern in der Ortschaft Cerler auf einer Höhe von 1530 Metern statt. Etappensieger wurde der Spanier José María Jiménez, während sein Landsmann Abraham Olano die Gesamtführung verteidigte. Bei den nachfolgenden Austragungen kehrte die Alto de Ampriu als Zielort zurück, wobei sich Roberto Laiseka (2005) und Leonardo Piepoli (2007) in die Siegerliste eintrugen.
Im Jahr 2025 soll die Vuelta a España nach 18 Jahren im Rahmen der 7. Etappe nach Aramón Cerler zurückkehren, wobei die Bergankunft erneut auf der Alto de Ampriu stattfinden soll. Der Schlussanstieg wird jedoch erstmals als Bergwertung der 1. Kategorie klassifiziert.
| Jahr | Etappe     | Bergwertung   | Fahrer              | Zielankunft    |
| ---- | ---------- | ------------- | ------------------- | -------------- |
| 1987 | 07. Etappe | ESP Kategorie | Laudelino Cubino    | Alto de Ampriu |
| 1988 | 13. Etappe | ESP Kategorie | Fabio Enrique Parra | Alto de Ampriu |
| 1989 | 12. Etappe | ESP Kategorie | Pedro Delgado       | Alto de Ampriu |
| 1990 | 18. Etappe | ESP Kategorie | José Martín Farfán  | Alto de Ampriu |
| 1991 | 12. Etappe | ESP Kategorie | Iwan Iwanow         | Alto de Ampriu |
| 1993 | 11. Etappe | ESP Kategorie | Tony Rominger       | Alto de Ampriu |
| 1994 | 11. Etappe | ESP Kategorie | Tony Rominger       | Alto de Ampriu |
| 1996 | 17. Etappe | ESP Kategorie | Oliverio Rincón     | Alto de Ampriu |
| 1998 | 11. Etappe | 1. Kategorie  | José María Jiménez  | Cerler         |
| 2005 | 11. Etappe | ESP Kategorie | Roberto Laiseka     | Alto de Ampriu |
| 2007 | 9. Etappe  | ESP Kategorie | Leonardo Piepoli    | Alto de Ampriu |
| 2025 | 7. Etappe  | 1. Kategorie  |                     | Alto de Ampriu |